# Himalia Peak
Himalia Peak är en bergstopp i Antarktis. Den ligger i Västantarktis. Argentina, Chile och Storbritannien gör anspråk på området. Toppen på Himalia Peak är 495 meter över havet.
Terrängen runt Himalia Peak är huvudsakligen kuperad, men åt nordväst är den bergig.  Trakten är obefolkad. Det finns inga samhällen i närheten.